# Ткаченко Геннадій Васильович
Генна́дій Васи́льович Ткаче́нко — сержант Збройних сил України, учасник російсько-української війни.

## З життєпису
Брав участь у бойових діях на сході України в складі 17-го Кіровоградського батальйону, під час обстрілу, який вели терористи з «Градів», 19 серпня 2014-го зазнав поранень.

## Нагороди
За особисту мужність і героїзм, виявлені у захисті державного суверенітету та територіальної цілісності України, вірність військовій присязі, відзначений — нагороджений
- 27 червня 2015 року — орденом «За мужність» III ступеня.